# Outcasts
Outcasts ist eine britische Fernsehserie. Sie hatte acht Episoden.

## Inhalt
Outcasts spielt im Jahr 2060 auf dem fiktiven Planeten Carpathia, der fünf Jahre von der Erde entfernt ist. Carpathia wurde von einer Reihe von Raumschiffen kolonisiert, die vor der Zerstörung und dem nuklearen Konflikt auf der Erde flohen. Der Großteil der Weltbevölkerung lebt in der Pionierstadt Forthaven, die zehn Jahre vor Beginn der Serie gegründet wurde. Die Einwohner kennen das Schicksal der Erde nicht und empfangen Nachrichten nur durch die wenigen evakuierten Transporterschiffe, die den schwierigen atmosphärischen Eingang nach Carpathia erfolgreich passieren. Carpathia wurde von den Kolonisten zu Ehren der RMS Carpathia benannt, einem Schiff, das gekommen war, um Überlebende der historischen RMS Titanic-Katastrophe zu retten.
Die Geschichte konzentriert sich auf den Präsidenten von Carpathia, Richard Tate, und die Kernmitglieder des Protection and Security Teams (PAS) sowie Expeditions (XPs), deren Aufgabe es ist, den Planeten zu Fuß zu erkunden und Ressourcen und Medikamente zu beschaffen. Mit der Ankunft von CT-9, vielleicht der letzte Transporter, der Carpathia von der Erde erreichen wird, drehen sich die Geschichten um das Leben der Siedler, die Eingliederung neuer Evakuierter in die Gesellschaft von Forthaven und die Auswirkungen anderer außerhalb der Mauern von Forthaven.

## Besetzung und Synchronisation
Die deutschsprachige Synchronisation der Serie erfolgte durch die Berliner Synchron AG Wenzel Lüdecke mit Dialogbuch und Dialogregie von Masen Abou-Dakn.
- Liam Cunningham als President Richard Tate
- Hermione Norris als Dr. Stella Isen
- Daniel Mays als PAS Officer Cass Cromwell
- Amy Manson als PAS Officer Fleur Morgan
- Ashley Walters als Expeditionary Jack Holt
- Michael Legge als Tipper Malone
- Eric Mabius als Julius Berger
- Laura Greenwood als Aisling
- Langley Kirkwood als Rudi
- Imdad Miah als Santi
- Patrick Lyster als Captain Kellermann
- Jeanne Kietzmann als Lily Isen
- Jamie Bamber als Mitchell Hoban
- Juliet Aubrey als Josie Hunter

## Veröffentlichung im deutschsprachigen Raum
Während es zu keiner Ausstrahlung im Fernsehen kam, wurde die Serie deutschsprachig synchronisiert am 8. Juni 2012 auf DVD veröffentlicht. Am 11. Januar 2013 wurde die deutsche Blu-Ray veröffentlicht.